# Will Butcher
William „Will“ Butcher (* 6. Januar 1995 in Sun Prairie, Wisconsin) ist ein US-amerikanischer Eishockeyspieler, der seit November 2024 beim EHC Red Bull München aus der Deutschen Eishockey Liga (DEL) unter Vertrag steht. Zuvor verbrachte der Verteidiger vier Jahre bei den New Jersey Devils und spielte ein Jahr für die Buffalo Sabres in der National Hockey League (NHL).

## Karriere

### Jugend und Universität
Will Butcher wurde in Sun Prairie geboren und spielte in seiner Jugend unter anderem für die Madison Capitols. 2011 lief der Verteidiger in zwei Spielen für die Dubuque Fighting Saints in der United States Hockey League (USHL) auf, der höchsten Juniorenliga der Vereinigten Staaten. Anschließend wechselte er jedoch in das USA Hockey National Team Development Program (NTDP), die zentrale Talenteschmiede des US-amerikanischen Eishockeyverbands USA Hockey. Mit den Auswahlen des NTDP nahm Butcher fortan am Spielbetrieb der USHL teil, bestritt allerdings auch zahlreiche Partien außerhalb von regulären Wettbewerben. Darüber hinaus fungieren die Teams des NTDP auch als Nachwuchs-Nationalmannschaften, sodass er 2012 bei der World U-17 Hockey Challenge die Silber- sowie bei der U18-Weltmeisterschaft die Goldmedaille gewann. Im Jahr darauf folgte eine Silbermedaille bei der U18-Weltmeisterschaft 2013. Nach zwei Jahren schied Butcher altersbedingt aus dem NTDP aus und wurde parallel dazu im NHL Entry Draft 2013 an 123. Position von der Colorado Avalanche ausgewählt.
Anschließend schrieb sich der Abwehrspieler an der University of Denver ein und nahm fortan mit deren Pioneers am Spielbetrieb der National Collegiate Hockey Conference (NCHC) teil. In seinen ersten beiden Jahren gewann er die Meisterschaft der NCHC mit den Pioneers (2014) und vertrat die U20-Nationalmannschaft der USA bei den U20-Weltmeisterschaften 2014 und 2015, jeweils ohne Medaillengewinn. Zur Saison 2015/16 steigerte er seine persönliche Statistik deutlich auf 32 Scorerpunkte in 39 Spielen, sodass er am Ende der Spielzeit ins NCHC First All-Star Team gewählt wurde. 2016/17 gewann er als Mannschaftskapitän mit der University of Denver die landesweite Meisterschaft der National Collegiate Athletic Association (NCAA), während er persönlich mit dem Hobey Baker Memorial Award als bester College-Spieler der USA sowie als NCHC-Spieler des Jahres geehrt wurde. Nach insgesamt vier Jahren verließ Butcher die Universität mit einem kaufmännischen Abschluss (business degree).

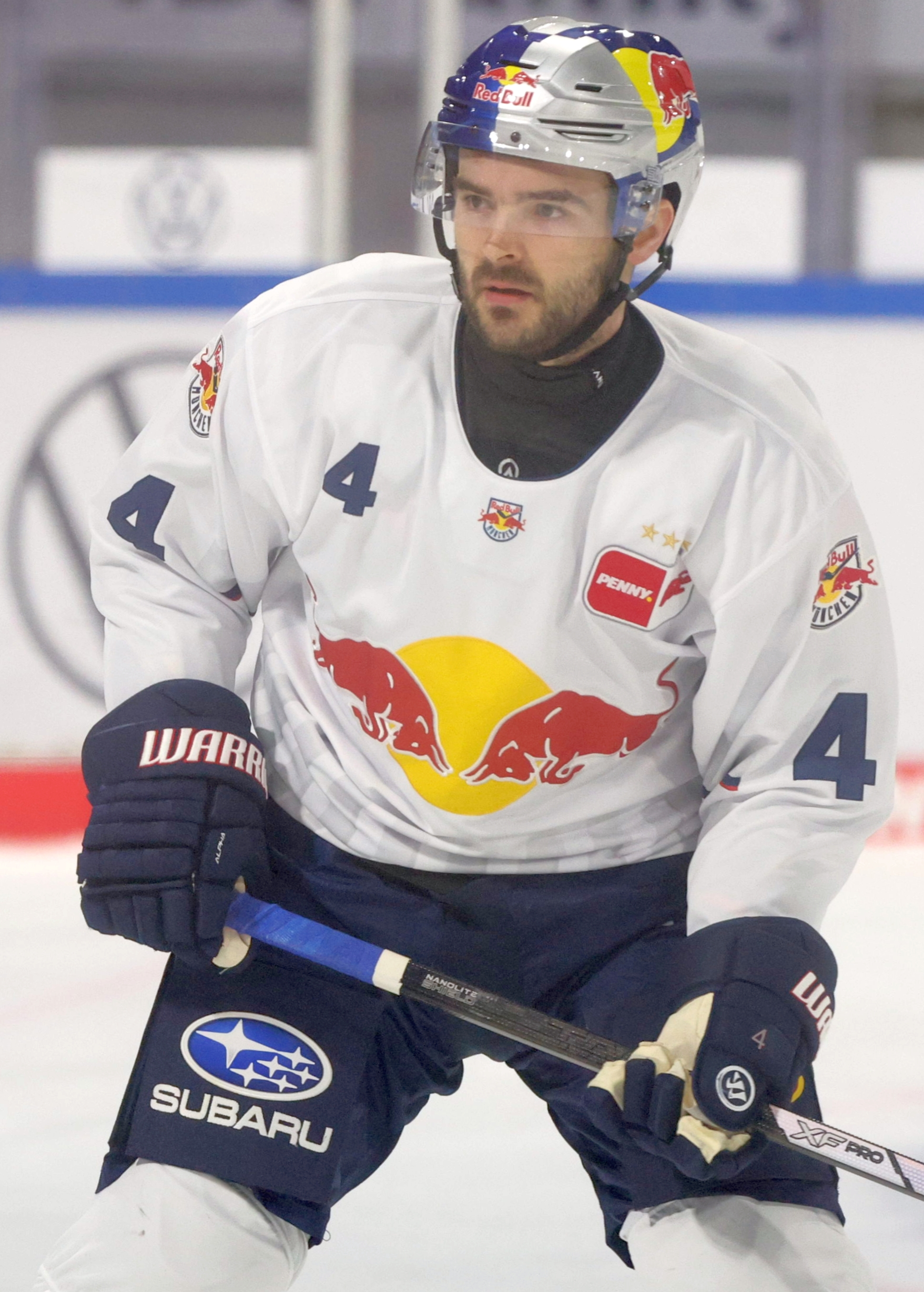
Butcher im Trikot des EHC Red Bull München (2024)

### NHL
Nach dem Ende der College-Saison 2016/17 erhielt Butcher ein Vertragsangebot der Colorado Avalanche. Dieses lehnte der Verteidiger jedoch ab, vor dem Hintergrund, dass im Draft erworbene Spielerrechte nur vier Jahre Gültigkeit besitzen und er somit im August 2017 als Free Agent mit allen Teams der National Hockey League (NHL) in Verhandlung treten könnte. Dies geschah in der Folge, wobei er als der am stärksten umworbene College-Free-Agent galt und dabei insbesondere mit den New Jersey Devils, den Buffalo Sabres und den Vegas Golden Knights in Verbindung gebracht wurde. Schließlich gaben die New Jersey Devils Ende August 2017 die Verpflichtung Butchers bekannt und statteten ihn mit einem auf zwei Jahre befristeten Einstiegsvertrag aus.
In der Folge debütierte Butcher für die Devils im Oktober 2017 in der NHL und erzielte dabei prompt drei Assists, womit er einen neuen Franchise-Rekord aufstellte. Er beendete seine erste NHL-Saison mit 44 Scorerpunkten, mehr als jeder andere Rookie-Verteidiger in der Historie der Devils (zuvor Wjatscheslaw Fetissow, 1989/90, 42 Punkte). Infolgedessen wählte man den US-Amerikaner ins NHL All-Rookie Team des Jahres. Nach seiner ersten Profisaison gab Butcher auch sein Debüt in der A-Nationalmannschaft seines Heimatlandes und gewann dabei die Bronzemedaille bei der Weltmeisterschaft 2018. Im Juli 2019 wurde sein auslaufender Vertrag um drei Jahre verlängert, wobei der Abwehrspieler ein durchschnittliches Jahresgehalt von ca. 3,7 Millionen US-Dollar erhalten soll.
Anschließend ließen seine Leistungen, vor allem in der Defensive, jedoch deutlich nach, sodass er in der Spielzeit 2020/21 nur noch sporadisch zum Einsatz kam. Letztlich gaben ihn die Devils im Juli 2021 an die Buffalo Sabres ab und erhielten aufgrund des hohen Gehaltes nicht nur keine Kompensation, sondern schickten selbst noch ein zusätzliches Fünftrunden-Wahlrecht im NHL Entry Draft 2022 nach Buffalo. Nach einem Jahr bei den Sabres wurde sein auslaufender Vertrag nicht verlängert, sodass er sich als Free Agent den Dallas Stars anschloss. In gleicher Weise wechselte er im Juli 2023 zu den Pittsburgh Penguins, die ihn im Januar 2024, ohne in der NHL zum Einsatz gekommen zu sein, im Tausch für Maxim Čajkovič an die Minnesota Wild abgaben.

### KHL und Europa
Zur Saison 2024/25 wechselte der US-Amerikaner zum kasachischen Hauptstadtklub Barys Astana in die Kontinentale Hockey-Liga (KHL). Dort wurde er Mitte Oktober 2024 nach lediglich 15 Einsätzen gemeinsam mit Michael McLeod und Nathan Beaulieu entlassen. Im November desselben Jahres fand er im EHC Red Bull München aus der Deutschen Eishockey Liga (DEL) einen Arbeitgeber für den Rest des Spieljahres. Im Mai 2025 wurde der Vertrag Butchers in München um ein Jahr verlängert. Im Rahmen der sportmedizinischen Untersuchung vor Beginn der Spielzeit 2025/26 wurden im August 2025 Auffälligkeiten festgestellt, woraufhin der US-Amerikaner auf unbestimmte Zeit aus dem Trainings- und Spielbetrieb genommen wurde.

## Erfolge und Auszeichnungen
| - 2014 NCHC-Meisterschaft mit der University of Denver - 2016 NCHC First All-Star Team - 2017 NCAA-Division-I-Championship mit der University of Denver | - 2017 Hobey Baker Memorial Award - 2017 NCHC-Spieler des Jahres - 2018 NHL All-Rookie Team |

### International
- 2012 Silbermedaille bei der World U-17 Hockey Challenge
- 2012 Goldmedaille bei der U18-Weltmeisterschaft
- 2013 Silbermedaille bei der U18-Weltmeisterschaft
- 2018 Bronzemedaille bei der Weltmeisterschaft

## Karrierestatistik
Stand: Ende der Saison 2024/25

### International
Vertrat die USA bei:
| - World U-17 Hockey Challenge 2012 - U18-Weltmeisterschaft 2012 - U18-Weltmeisterschaft 2013 | - U20-Weltmeisterschaft 2014 - U20-Weltmeisterschaft 2015 - Weltmeisterschaft 2018 |

(Legende zur Spielerstatistik: Sp oder GP = absolvierte Spiele; T oder G = erzielte Tore; V oder A = erzielte Assists; Pkt oder Pts = erzielte Scorerpunkte; SM oder PIM = erhaltene Strafminuten; +/− = Plus/Minus-Bilanz; PP = erzielte Überzahltore; SH = erzielte Unterzahltore; GW = erzielte Siegtore; 1 Play-downs/Relegation; Kursiv: Statistik nicht vollständig)